# Pete Aguilar
Peter Rey Aguilar, detto Pete (Fontana, 19 giugno 1979), è un politico statunitense, membro della Camera dei Rappresentanti per lo stato della California dal 2015.

## Biografia
Nato e cresciuto in California, dopo gli studi Aguilar entrò in politica con il Partito Democratico.
Nei primi anni duemila lavorò per il governatore della California Gray Davis. Nel 2006 entrò a far parte del consiglio comunale di Redlands e quattro anni dopo venne eletto sindaco della città.
Nel 2012 si candidò alla Camera dei Rappresentanti ma non riuscì ad accedere al ballottaggio; due anni dopo si candidò nuovamente per il seggio e questa volta riuscì a raggiungere il ballottaggio e a vincerlo, venendo eletto deputato.